# Sumitrosis obidosensis
Sumitrosis obidosensis es una especie de insecto coleóptero de la familia Chrysomelidae.
Fue descrita científicamente en 1929 por Maurice Pic.